# Route nationale 673
Die Route nationale 673, kurz N 673 oder RN 673, war eine französische Nationalstraße, die von 1933 bis 1973 in zwei Abschnitten zwischen Sousceyrac und Fumel verlief. Ihre Gesamtlänge betrug 126 Kilometer.